# Eleição municipal de Sorocaba em 2000
A eleição municipal da cidade brasileira de Sorocaba ocorreu em 1º de outubro de 2000 para eleger um prefeito, um vice-prefeito e 14 vereadores para a administração da cidade. O prefeito Renato Amary, do Partido da Social Democracia Brasileira (PSDB), foi reeleito no primeiro turno, sendo o primeiro prefeito a se reeleger desde a volta da democracia. O prefeito e o vice-prefeito eleitos assumiram os cargos no dia 1º de janeiro de 2001 e seus mandatos terminaram no dia 31 de dezembro de 2004. Em 2004 Renato deixou o cargo com 96% de aprovação da população, o maior número até hoje na história da cidade.

## Candidatos
|  | Nº | Candidato(a) a prefeito | Candidato(a) a prefeito                       | Candidato(a) a vice-prefeito | Candidato(a) a vice-prefeito                                      | Coligação |
|  | -- | ----------------------- | --------------------------------------------- | ---------------------------- | ----------------------------------------------------------------- | --- |
|  | 25 |                         | José Crespo (PFL) José Antonio Caldini Crespo |                              | Horácio Blazeck (PFL) Horácio Blazeck                             | "PFL-PDT-PPB" - Partido da Frente Liberal (PFL) - Partido Democrático Trabalhista (PDT) - Partido Progressista Brasileiro (PPB) |
|  | 23 |                         | Chaves Neto (PPS) Fernando Silva Chaves Neto  |                              | Alexandre Alves Bezerra (PPS) Lincoln Alexandre Alves Bezerra     | Partido não coligado - Partido Popular Socialista (PPS) |
|  | 13 |                         | Hamilton Pereira (PT) Hamilton Pereira        |                              | Hélder Paranhos (PT) Hélder Abud Paranhos                         | "Novo Tempo" - Partido dos Trabalhadores (PT) - Partido Comunista do Brasil (PCdoB) |
|  | 31 |                         | Lole (PHS) Antonino Luiz de Calegare Cenci    |                              | Antonio Henrique dos Santos (PHS) Antonio Henrique dos Santos     | Partido não coligado - Partido Humanista da Solidariedade (PHS) |
|  | 40 |                         | Luiz Francisco (PSB) Luiz Francisco da Silva  |                              | Léa Simões Cardoso Baldy (PSB) Léa Simões Cardoso Baldy de Araújo | Partido não coligado - Partido Socialista Brasileiro (PSB) |
|  | 45 |                         | Renato Amary (PSDB) Renato Fauvel Amary       |                              | Francisco Martinez (PSDB) José Francisco Martinez                 | "Sorocaba do Amanhã" - Partido da Social Democracia Brasileira (PSDB) - Partido Social Democrático (PSD) - Partido Verde (PV) - Partido Trabalhista Brasileiro (PTB) - Partido Trabalhista do Brasil (PTdoB) - Partido Liberal (PL) - Partido Social Liberal (PSL) - Partido Geral dos Trabalhadores (PGT) - Partido Social Trabalhista (PST) - Partido Renovador Trabalhista Brasileiro (PRTB) - Partido dos Aposentados da Nação (PAN) - Partido Social Cristão (PSC) - Partido da Reedificação da Ordem Nacional (PRONA) - Partido do Movimento Democrático Brasileiro (PMDB) |

Renato Amary foi candidato a reeleição pelo Partido da Social Democracia Brasileira, tendo o menor número de rejeição entre os candidatos. Teve apoio de inúmeros deputados federais e deputados estaduais, tendo 14 partidos em sua coligação. José Crespo foi candidato pelo Partido da Frente Liberal. Em 1998 Crespo havia sido reeleito o nono deputado estadual mais votado do estado e o deputado estadual mais votado da história da cidade até então, com 57.268 votos em Sorocaba. Hamilton Pereira, do Partido dos Trabalhadores era deputado estadual e tinha o maior número de rejeição entre os candidatos. Chaves Neto, Antonino Luiz de Calegare Cenci e Luiz Francisco da Silva disputaram pela primeira vez a prefeitura da cidade.

## Controvérsia e redução de vereadores
Em 21 de agosto de 2000 os vereadores da cidade aumentaram seus salários para a próxima legislatura (2001-2004) de R$ 3.000 para R$ 4.000, porém a Justiça Eleitoral reduziu o número de vereadores de 21 para 14, referentes também a próxima legislatura. Antonio Rodrigues Filho, Benedito Oleriano, Jefferson Campos, João de Andrade, João Guilherme Martins, Oswaldo Duarte Filho e Luiz Carlos do Nascimento, sete vereadores entre os 15º e 21º aptos para serem suplentes, entraram na justiça para assumirem a vereância. Inicialmente, apesar de diplomados, não puderam assumir o cargo. Em 30 de abril de 2003 os sete vereadores puderam assumir o período restante do mandato, sob fortes críticas da população. A justiça decidiu que o número de vereadores para a próxima legislatura (2005 a 2008) seria de 20 vereadores.
Em 2007 seis dos vereadores que não foram inicialmente eleitos entraram na justiça pedindo R$ 1 milhão de indenização pelos dois anos em que não foram considerados eleitos pela justiça eleitoral. Antonio Rodrigues Filho, Benedito Oleriano, Jefferson Campos, João de Andrade, João Guilherme Martins e Luiz Carlos do Nascimento alegaram que tiveram prejuízos morais e materiais com a decisão da justiça, mas o processo foi considerado improcedente. O pedido de indenização milionária foi noticiado nacionalmente e também recebeu fortes críticas.

## Resultados

### Prefeito
| 1º Turno 1 de outubro de 2000 | 1º Turno 1 de outubro de 2000     | 1º Turno 1 de outubro de 2000 | 1º Turno 1 de outubro de 2000 |
| Candidato(a)                  | Vice                              | Votação                       | Votação                       |
| Candidato(a)                  | Vice                              | Total                         | Porcentagem                   |
| ----------------------------- | --------------------------------- | ----------------------------- | ----------------------------- |
| Renato Amary (PSDB)           | Francisco Martinez (PSDB)         | 128.207                       | 51,16%                        |
| Caldini Crespo (PFL)          | Horácio Blazeck (PFL)             | 69.274                        | 27,64%                        |
| Hamilton Pereira (PT)         | Hélder Paranhos (PT)              | 40.668                        | 16,23%                        |
| Chaves Neto (PPS)             | Alexandre Alves Bezerra (PPS)     | 7.469                         | 2,98%                         |
| Lole (PHS)                    | Antonio Henrique dos Santos (PHS) | 3.726                         | 1,49%                         |
| Luiz Francisco (PSB)          | Léa Simões Cardoso Baldy (PSB)    | 1.271                         | 0,50%                         |
| Total de votos válidos        | Total de votos válidos            | 250.615                       | 100,00%                       |
| Votos apurados                |                                   |                               |                               |
| Votos válidos                 | Votos válidos                     | 250.615                       | 92,86%                        |
| Votos em branco               | Votos em branco                   | 6.901                         | 2,56%                         |
| Votos nulos                   | Votos nulos                       | 12.360                        | 4,58%                         |
| Total de votos apurados       | Total de votos apurados           | 269.876                       | 100,00%                       |
| Eleitores                     |                                   |                               |                               |
| Comparecimento                | Comparecimento                    | 269.876                       | 89,31%                        |
| Abstenções                    | Abstenções                        | 32.293                        | 10,69%                        |
| Total de eleitores            | Total de eleitores                | 302.169                       | 100,00%                       |

### Vereadores eleitos
| Candidato(a)            | Partido | Coligação | Votação | Votação     |
| Candidato(a)            | Partido | Coligação | Votos   | Porcentagem |
| ----------------------- | ------- | --------- | ------- | ----------- |
| Gabriel Bitencourt      | PT      | PT/PCdoB  | 4.666   | 1,88%       |
| Irineu Toledo           | PFL     | PFL       | 4.429   | 1,79%       |
| Marinho Marte           | PFL     | PFL       | 3.974   | 1,60%       |
| Antonio Carlos Silvano  | PSDB    | PSDB      | 3.959   | 1,60%       |
| João Donizeti Silvestre | PSDB    | PSDB      | 3.472   | 1,40%       |
| Paulo Francisco Mendes  | PFL     | PFL       | 3.470   | 1,39%       |
| Moacir Luis             | PFL     | PFL       | 3.469   | 1,39%       |
| Carlinhos da Farmácia   | PSDB    | PSDB      | 3.426   | 1,38%       |
| Yabiku                  | PSDB    | PSDB      | 3.297   | 1,33%       |
| Arnô Pereira            | PT      | PT/PCdoB  | 3.005   | 1,21%       |
| Cíntia de Almeida       | PV      | PV/PTdoB  | 2.459   | 0,99%       |
| Jessé Loures            | PV      | PV/PTdoB  | 2.384   | 0,96%       |
| Tânia Baccelli          | PT      | PT/PCdoB  | 2.309   | 0,93%       |
| Raul Marcelo            | PT      | PT/PCdoB  | 1.961   | 0,79%       |

#### Suplentes que assumiram em 2003
| Candidato(a)                       | Partido | Coligação              | Votação | Votação     |
| Candidato(a)                       | Partido | Coligação              | Votos   | Porcentagem |
| ---------------------------------- | ------- | ---------------------- | ------- | ----------- |
| Oswaldo Duarte Filho               | PMDB    | PMDB/PSC               | 3.455   | 1,39%       |
| Benedito de Jesus Oleriano         | PDT     | PDT                    | 2.836   | 1,14%       |
| Dr. João Guilherme                 | PPB     | PPB                    | 2.182   | 0,88%       |
| Mixirica (Antônio Rodrigues Filho) | PSDB    | PSDB                   | 2.107   | 0,85%       |
| Cantor Julio Cezar                 | PDT     | PDT                    | 2.102   | 0,85%       |
| João Andrade                       | PL      | PL/PSD                 | 1.907   | 0,77%       |
| Kaká (Luiz Carlos do Nascimento)   | PST     | PST/PAN/PRTB/PGT/PRONA | 1.761   | 0,71%       |

O suplente Jefferson Alves de Campos havia recebido 2.671 votos pelo PDT em 2000, mas foi eleito deputado federal em 2002 com 153.622 pelo PSB, dando lugar ao suplente Cantor Julio Cezar.

#### Representação numérica das coligações na Câmara Municipal
| Coligação              | Votos  | Votos válidos(%) | Número de Vereadores |
| PSDB                   | 43.647 | 17,60            | 5                    |
| PFL                    | 38.253 | 15,42            | 4                    |
| PT/PC do B             | 36.310 | 14,64            | 4                    |
| PV/PT do B             | 19.270 | 7,77             | 2                    |
| PDT                    | 17.543 | 7,07             | 2                    |
| PMDB/PSC               | 16.998 | 6,85             | 1                    |
| PL/PSD                 | 16.950 | 6,83             | 1                    |
| PST/PAN/PRTB/PGT/PRONA | 16.315 | 6,58             | 1                    |
| PPB                    | 14.742 | 5,94             | 1                    |

A base do prefeito reeleito Renato Amary, obteve a maior parte dos votos para vereadores e portanto foi maioria na Câmara Municipal, totalizando 10 vereadores eleitos (Antonio Carlos Silvano, João Donizeti Silvestre, Carlinhos da Farmácia, Yabiku, Mixirica, Cíntia de Almeida, Jessé Loures, Oswaldo Duarte Filho, João Andrade e Kaká. 
A oposição na Câmara Municipal foi composta inicialmente por 11 vereadores eleitos. A coligação que apoiava o então candidato do PT Hamilton Pereira elegeu 4 vereadores (Gabriel Bitencourt, Arnô Pereira, Tânia Baccelli e Raul Marcelo), enquanto a base do candidato Caldini Crespo elegeu 7 vereadores (Irineu Toledo, Marinho Marte, Paulo Francisco Mendes, Moacir Luis, Benedito de Jesus Oleriano, Dr. João Guilherme e Cantor Julio Cezar).